# 潘以和
潘以和（1929年—2022年），出生於廣東南海西樵鎮，華昌疋頭有限公司及华昌丝绸发展有限公司創辦人董事長及首席執行官。值得注意是最早內地投資企業之一。

## 公職
中国民主建国会中央委员、香港佛山工商联会永远会长、香港中华总商会永远名誉会董、香港广东社团总会名誉会长及会董、香港南海西樵同乡会永远会长、香港潘氏宗亲会主席、广东省扶贫基金会名誉会长、香港国际投资总商会名誉会长、北京市侨联顾问、中國和平統一促進會會員等职。

## 榮譽
荣获广东省南海市、佛山市、广州市、湖南韶山市荣誉市民称号。

## 外部連結
- 潘以和平和「紅色」企業家 珠江時報網[永久]
- 香港著名实业家潘以和  （页面存档备份，存于）
- 为国为港繁荣发展永不言退——记广东省政协委员、华昌丝绸发展有限公司董事长潘以和[永久]

1. ↑  【琴台客聚】敬悼以和宗長 （页面存档备份，存于）. 香港文匯網. 2022-05-23.